# Gudhjem
Gudhjem este un oraș în Danemarca.